# Морозова, Анастасия Егоровна
Анастасия Егоровна Морозова (бел. Анастасія Ягораўна Марозава 15 февраля 1913, Поляны, Лепельский район — 9 октября 2010) — работник сельского хозяйства, Герой Социалистического Труда.

## Биография
Родилась 15 февраля 1913 года в деревне Поляны (ныне Лепельский район Витебской области) в крестьянской семье.
С 1928 года — полевод колхоза «Поляны».
В 1932—1941 и 1945—1968 годах работала дояркой в совхозе «Райцы» (с 1966 — племзавод «Реконструктор») Толочинского района.
22 марта 1966 года за успехи в увеличении производства и заготовок сельскохозяйственной продукции Морозовой было присвоено звание Героя Социалистического Труда.
Умерла 9 октября 2010 года.

## Награды
- Герой Социалистического Труда (22.05.1966)[1]
- Орден Ленина (22.05.1966)[1]
- Медаль «За трудовое отличие» (09.10.1949)[1]